# Efraim Kronqvist

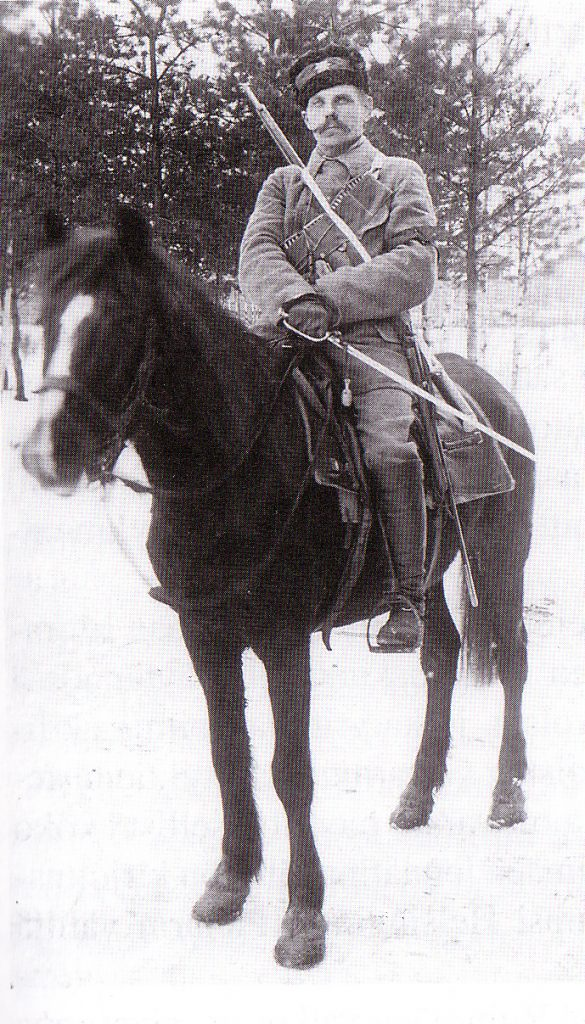
Efraim Kronqvist som chef för Riihimäki röda gardes reservisttrupper 1918.

Efraim Kronqvist, född 2 augusti 1874 i Sordavala, död 22 maj 1918 i Riihimäki, var en finländsk målare, militär och riksdagsledamot. Under finska inbördeskriget tillhörde han de röda.
Kronqvist var dragonunderofficer på 1890-talet och var andelslagsföreståndare och butiksbiträde i Nurmes 1898–1913. Han var socialdemokratisk riksdagsman för Norra Karelen 1909–1913. 1913 flyttade han till Hausjärvi där han arbetade som målare. Under storstrejken 1917 var han ordförande i strejkkommittén i Helsingfors och blev chef för Helsingfors röda garde 1918. Samma år blev han kommendör för Riihimäki röda gardes reservisttrupper. Han togs till fånga av de vita och avled på fånglägret i Riihimäki, där han troligen arkebuserades. Han hade fem barn.